# Шахід Раджаї (порт)
Порт Шахіда Раджаї  (перс. بندر شهید رجایی, трансліт. Bandar Shahid Rajai, латиніз. Порт Раджаї шахіда) — один з двох портів Бендер-Аббасу у південній провінції Хормозган, Іран. 
Розташований на північному березі Ормузької протоки. Порт Шахід Раджаї знаходиться приблизно за 15,6 км на південний захід від порту Шахід Бахонар
. 
Названий на честь Мохаммада Алі Раджаї.
Площа порту — близько 2400 га. 
Обсяг перевезень порту становить 70 мільйонів тонн вантажу на рік, включно з трьома мільйонами контейнерних вантажів TEU. 
Має 23 причалів із глибиною біля причалу 15 м. 
Загальна площа критого складу становить понад 19 га. Довжина внутрішніх залізничних колій — 23,5 км. 

Морські мандрівники, які прибувають до Ірану через порт Шахід Раджаї, можуть отримати візу після прибуття 
.
Порт Шахід Раджаї є особливою економічною зоною
.
У 2020 році Ізраїль здійснив кібератаку, яка ускладнила роботу порту Шахід Раджаї 
.

## Статистика
На порт Шахід Раджаї припадає 85% від загального обсягу навантаження та розвантаження, що здійснюється в портах Ірану 
. 
До 2011 року порт Шахід Раджаї посідав 44-е місце серед 3500 найбільших портів світу 
.
Наприкінці грудня 2020 року підписано шість меморандумів про взаєморозуміння між Організацією портів та морського судноплавства (PMO) та іранськими компаніями про інвестування на суму близько 2,38 млрд доларів США та додаткових 800 млн євро на проекти розвитку внутрішніх районів порту Шахід Раджаї. 

## Вибух 2025 року
26 квітня 2025 року в порту стався вибух і пожежа, внаслідок якої загинуло не менше 70 осіб, понад 1200 отримали поранення 
. 
Вибух, що стався близько 12:20 за іранським стандартним часом, через кілька контейнерів на причалі порту, які, можливо, містили перхлорат амонію — хімічну речовину, яка використовується в ракетному паливі. 
Вибух стався під час ірано-американських переговорів щодо іранської програми балістичних ракет, при цьому міністр закордонних справ Ірану заявив, що заходи безпеки приведені у стан підвищеної готовності.